# Bitch Planet
Bitch Planet és una sèrie de còmic guionitzada per Kelly Sue DeConnick, dibuixada per Valentine De Landro, publicada entre 2014 i 2017 per Image Comics i nominada al premi Eisner al millor guió l'any 2016.
Abans d'escriure l'argument, DeConnick ja tenia pensat el títol: Bitch Planet és el malnom del planetoide Auxiliary Compliance Outpost, en un futur distòpic en el qual les dones «no conformes» són enviades a una presó espacial, en una revisió del subgènere cinematogràfic de sexplotació des d'una perspectiva feminista. Aficionada al cine d'explotació en la joventut, a l'hora d'escriure DeConnick es preguntà si podia fer una obra política i diviertida. El context presidiari de la història, com el de la sèrie coetània de televisió Orange Is the New Black, féu inevitable la comparança entre ambdós històries, encara que DeConnick afirmà que ni ella ni De Landro havien volgut vore la telesèrie, per a evitar-ne la influència.
Entre les idees originals que DeConnick rebutjà al final, una era que les recluses portarien uns aparells per a traduir de l'anglés estàndard a l'anglés «conforme»,
i una altra que la protagonista, Penny Rolle, empresonada per obesa entre altres causes, havia sigut prima en el passat.